# 东庙乡
东庙乡，是中华人民共和国广西壮族自治区河池市都安瑶族自治县下辖的一个乡镇级行政单位。

## 行政区划
东庙乡下辖以下地区：
东庙村、地同村、三力村、三团村、预安村、弄棉村、安宁村、古立村、弄坤村、弄工村、岩马村和永平村。